# Terminal de Ómnibus Ciudad de El Talar

## Terminal
La terminal de Ómnibus de corta y media distancia Ciudad de El Talar se encuentra en el cruce de Autopista Acceso Norte y Ruta Nacional 197 en el municipio de Tigre (Buenos Aires). El predio es de propiedad de Walter Toscani y con la misma fachada que la Terminal Internacional de larga distancia de la misma ciudad.
Cuenta con 22 Dársenas y 15 Líneas de ómnibus, en la galería comercial se encuentran 25 Locales Comerciales entre ellos se encuentran: Bar, Kiosco, Verduleria, Carnicería, Fiambreria.

## Omnibus
Línea 15
- Estación Pacheco
- Estación Benavidez
- Fonavi

Línea 21
- Fabrica Ford

Línea 57
- Pilar
- Zarate

Línea 60
- Ramal 1: Escobar por Fabrica Ford
- Semirapido: Escobar por Autopista Panamericana

Línea 194
- Común: Zarate
- Semirapido: Escobar
- Expreso: Zarate por Autopista Panamericana

Línea 203
- Pilar por Ford
- Pilar por Peaje
- Pilar por Del Viso
- Savio por Peaje

Línea 228F
- Del Viso
- Tortugitas
- Derqui

Línea 315
- Ruta 202 y Panamericana por José C. Paz

Línea 365
- Derqui por San Atilio
- Derqui por Lamas
- Stefani por General Paz

Línea 391
- José C. Paz, San Atilio por Lamas
- José C. Paz, San Atilio por Croacia
- José C. Paz, Barrio La Paz

Línea 721
- Ramal 1: Tigre por Barrio La Paloma
- Ramal 2: Tigre por Barrio San Lorenzo, Gral Pacheco
- Ramal 3: Tigre por Los Troncos Del Talar

Línea 723
- Nordelta por Gral Pacheco

- Datos: Q16639083